# Kemiö
Kemiö este o fostă comună din Finlanda.